# Raffaele La Capria
Raffaele La Capria   (Nàpols, 3 d'octubre de 1922 - Roma, 26 de juny de 2022) va ser un escriptor, guionista i traductor italià, autor de novel·les i assaigs. La seva obra literària més coneguda és la trilogia Tre romanzi di una giornata.

## Biografia
Raffaele La Capria va estudiar dret a la Universitat de Nàpols on es va graduar l'any 1950, després es va quedar a França, el Regne Unit i els Estats Units abans d'establir-se a Roma. Col·laborador de les pàgines culturals del Corriere della Sera, també va ser codirector de la revista literària Nuovi Argomenti, fundada el 1953 per Alberto Carrocci i Alberto Moravia, i a la qual s'afegiran, entre d'altres, Pier Paolo Pasolini, Bernardo Bertolucci i Enzo Siciliano.
Gran amant de la literatura britànica, La Capria va dedicar molts articles a la poesia anglesa i nord-americana dels anys trenta i va traduir a l'italià els quatre quartets de T. S. Eliot.
Durant la dècada de 1950 va escriure i produir diversos programes de teatre contemporani per a la RAI. El 1957, va participar al Seminari Internacional de Literatura de la Universitat Harvard.
L'any 1961 la seva segona novel·la, Ferito a morte, va guanyar el Premi Strega. El setembre de 2001, el premi Campiello coronarà tota la seva obra, seguit l'any 2002 pel premi Chiara a tota la seva trajectòria i el 2005 pel premi Viareggio per la seva novel·la L'estro quotidiano.

### Carrera

#### Cinema
En l'àmbit del cinema, Raffaele La Capria és coguionista de diverses pel·lícules de Francesco Rosi, nascut com ell a Nàpols el 1922, entre les quals Le mani sulla città el 1963, pel·lícula que va guanyar el Lleó d'Or al Festival de Cinema de Venècia; Homes en contra, d'Emilio Lussu, el 1970; i Crist s'ha aturat a Èboli, de Carlo Levi, el 1979.

#### Literatura
Raffaele La Capria ha escrit una vintena de llibres. La seva carrera com a novel·lista va començar el 1952 amb Un giorno d'impazienza, a la qual va succeir gairebé deu anys després Ferito a morte, després Amore e Psiche el 1973. La trobada d'aquests tres textos donarà l'any 1982 la trilogia de Tre Romanzi di una giornata.
Els contes curts inclouen La Neve del Vesuvio i la col·lecció de Fiori Giapponesi el 1979. Entre els assaigs de Raffaele La Capria es troben False Partenze el 1964, Il Sentimento della letteratura el 1974 i La mosca nella bottiglia. Elogio del senso comune l'any 1996. Finalment, l'escriptor va publicar la seva autobiografia sota el títol de Cinquant'anni di false partenze.

## Obra
- Amore e psiche, Bompiani, 1979
- Tre romanzi di una giornata, Einaudi, 1982
- Letteratura e salti mortali, Mondadori, 1982
- Armonia perduta, Mondadori, 1986
- Un giorno d'impazienza, Mondadori, 1987
- Variazioni sopra una nota sola. Lettere a Francesca, amb Erri De Luca, AGE-Alfredo *Guida Editore, 1990
- False partenze, Mondadori, 1995
- Conversazione con Raffaele La Capria. Narrare l'armonia perduta, amb Paola Gaglianone, Nuova Omicron, 1995
- Il bambino che non volle sparire, Giunti & Lisciani, 1995
- Assolo napoletano, Rizzoli, 1996
- L'occhio di Napoli, Mondadori, 1996
- Sentimento della letteratura, Mondadori, 1996
- Capri e non più Capri, Mondadori, 1996
- Ferito a morte, Mondadori, 1996
- L'apprendista scrittore. Dieci saggi in forma di racconto, Minimum Fax, 1996
- La neve del Vesuvio, Mondadori, 1997
- Colapesce, Colonnese, 1998
- Napolitan Graffiti. Come eravamo, Rizzoli, 1998
- Ultimi viaggi nell’Italia perduta, Avagliano, 1999
- Lo stile dell’anatra, Mondadori, 2001
- La mosca nella bottiglia. Elogio del senso comune, Rizzoli, 2002
- Me visto da lui stesso. Entrevista 1970-2001 sul mestiere di scrivere, Manni, 2002
- Letteratura e libertà. Entrevista amb Emanuele Trevi, Quiritta, 2002
- Cinquant'anni di false partenze ovvero l'apprendista scrittore, Minimum Fax, 2002
- Opere, Mondadori, 2003
- Caro Goffredo. dedicat a Goffredo Parise, Minimum Fax, 2005.
- L'estro quotidiano, Mondadori, 2005.
- L'amorosa inchiesta, Mondadori, 2006.
- Quattro storie d'amore, Drago, 2007.
- Guappo e altri animali, Mondadori, 2007.
- America 1957, a sentimental journey, 2009.

## Filmografia

### Com a guionista

#### Al cinema
- 1961: Leoni al sole de Vittorio Caprioli
- 1963: Le mani sulla città de Francesco Rosi
- 1966: C'era una volta de Francesco Rosi
- 1969: Senza sapere niente di lei de Luigi Comencini
- 1970: Uomini contro de Francesco Rosi
- 1970: Una stagione all’inferno de Nelo Risi
- 1974: Identikit de Giuseppe Patroni Griffi
- 1979: Cristo si è fermato a Eboli de Francesco Rosi
- 1989: Gioco al massacro de Damiano Damiani
- 1990: Sabato, domenica e lunedì de Lina Wertmüller
- 1993: Diario napoletano de Francesco Rosi (documental)
- 1999: Ferdinando e Carolina de Lina Wertmüller

#### A la televisió
- 1961: Racconti dell'Italia di ieri - Terno secco de Gilberto Tofano
- 1993: Una questione privata d’Alberto Negrin